# گراهام گودوین
گراهام گودوین (انگلیسی: Graham Goodwin؛ زادهٔ ۲۰ آوریل ۱۹۴۵) مهندس اهل استرالیا است.
وی همچنین برندهٔ جوایزی همچون همکار انجمن سلطنتی شده‌است.

## زندگی
گودوین زاده ۲۰ آوریل ۱۹۴۵ بروکن هیل، نیو ساوت ولز) است.
گراهام گودوین استاد برجسته مهندسی برق در دانشگاه نیوکاسل است. تحصیلات وی شامل لیسانس، دکتری است. از دانشگاه نیو ساوت ولز است.

## افتخارات
او سال ۱۹۹۰ برنده مدال MA Sargent، مهندسان استرالیا در سال شد. در سال ۲۰۱۰ به او جایزه فیلد سیستم‌های کنترل IEEE و در سال ۲۰۱۳ مدال روفوس تی. اولدنبرگر را از انجمن مهندسان مکانیک آمریکا دریافت کرد.
او همکار افتخاری انستیتوی مهندسین استرالیا؛ عضو فدراسیون بین‌المللی کنترل اتوماتیک، عضو آکادمی علوم استرالیا. عضو آکادمی فناوری، علوم و مهندسی استرالیا؛ عضو انستیتوی بین‌المللی آماری؛ عضو انجمن سلطنتی، لندن و عضو خارجی آکادمی علوم سلطنتی سوئد است. وی دارای مدرک دکترای افتخاری از انستیتوی فناوری لوند، سوئد و Technion اسرائیل است.

## آثار
او مؤلف ده کتاب، چهار کتاب ویرایش شده و پانصد مقاله است. وی دارای ۱۶ اختراع ثبت شده بین‌المللی است که شامل فناوری نورد کارخانه، ارتباطات از راه دور، برنامه‌ریزی معدن و اکتشاف مواد معدنی است. زمینه‌های تحقیقاتی فعلی وی شامل الکترونیک قدرت، سیستم‌های کنترل دیگ بخار و مدیریت دیابت نوع ۱ است.